# Thorsten Schmidt (Intendant)
Thorsten Schmidt (* 1962 in Oldenburg) ist ein deutscher Intendant.

## Biografie
Schmidt ist diplomierter Volkswirt und arbeitete zunächst als Unternehmensberater. Er war Geschäftsführer des Bachchors und Bachorchesters Mainz, des Vokalensembles Frankfurt und des Philharmonischen Orchesters der Stadt Heidelberg.
Als Gründungsintendant und Geschäftsführer entwickelte Schmidt seit 1997 das Heidelberger Frühling Musikfestival zu einem der großen europäischen Festivals der klassischen Musik mit nach eigenen Angaben mehr als 47.000 Besuchern (2019). Insbesondere ist Schmidt ein langjähriger Förderer der Gattung Lied. Unter dem Dach des 2016 gegründeten Heidelberger Frühling Liedzentrums versammeln sich Projekte und Institutionen wie die Liedakademie unter der künstlerischen Leitung von Bariton Thomas Hampson, der Heidelberger Frühling Wettbewerb „Das Lied“ unter dem Juryvorsitzenden Thomas Quasthoff, das Heidelberger Frühling Liedfestival und Förderprogramme für junge Künstler. Seit der Saison 2022/23 teilt sich Schmidt die Künstlerische Leitung des Heidelberger Frühling Musikfestivals mit dem Pianisten Igor Levit.
Daneben ist Schmidt Beiratsmitglied der Gesellschaft der Freunde und Förderer der Hochschule für Musik Hanns Eisler Berlin sowie Kuratoriumsmitglied des Hidalgo-Festivals in München.